# Hamlets
 (février 2023).
Les Hamlets (connu auparavant sous le nom de IBM Servlet-based Content Creation Framework) sont un mécanisme open-source pour la création de pages web développé par René Pawlitzek chez IBM [Quand ?]. Les Hamlets sont des extensions de servlets qui servent à intégrer dynamiquement du contenu dans des templates de présentation au format XHTML. Les Hamlets utilisent la librairie SAX (Simple API for XML) pour traiter ces templates. Des indications spécifiques à l'aide de tags et IDs sont introduites dans les templates afin que les procédures soient exécutées pour remplacer ces indications par le contenu généré dynamiquement. De plus, un compilateur de templates est disponible pour accélérer l'exécution des Hamlets.
Les Hamlets se distinguent par leur facilité d'utilisation et de compréhension ainsi que par des besoins minimaux en ressources. Ils facilitent le développement d'applications Web à l'aide d'un framework pour la création de contenu basé sur des servlets. Ils garantissent la séparation entre le contenu proprement dit et la présentation du contenu.[réf. souhaitée]